# Lijst van voetbalinterlands Bangladesh - Myanmar (vrouwen)
Deze lijst van voetbalinterlands is een overzicht van alle officiële voetbalinterlands tussen de nationale vrouwenteams van Bangladesh en Myanmar. De landen hebben tot nu toe twee keer tegen elkaar gespeeld.

## Wedstrijden
| № | Plaats | Datum           | Competitie                                | Wedstrijd            | Uitslag |
| - | ------ | --------------- | ----------------------------------------- | -------------------- | ------- |
| 1 | Yangon | 8 november 2018 | Olympische Spelen 2020 kwalificatie       | Myanmar − Bangladesh | 5 − 0   |
| 2 | Yangon | 2 juli 2025     | Aziatisch kampioenschap 2026 kwalificatie | Myanmar − Bangladesh | 1 − 2   |

## Samenvatting
| Competitie                           | Totaal gespeeld | Winst Bangladesh | Gelijk | Winst Myanmar | Doelsaldo Bangladesh – Myanmar |
| ------------------------------------ | --------------- | ---------------- | ------ | ------------- | ------------------------------ |
| Olympische Spelen kwalificatie       | 1               | 0                | 0      | 1             | 0 − 5                          |
| Aziatisch kampioenschap kwalificatie | 1               | 1                | 0      | 0             | 2 − 1                          |
| Totaal                               | 2               | 1                | 0      | 1             | 2 − 6                          |